# Kostadinka Velkovska
Kostadinka Velkovska (makedonski: Костадинка Велковска) (Skoplje, 3. lipnja 1948. – Zagreb, 10. ožujka 2024.) bila je hrvatska kazališna, televizijska i filmska glumica makedonskog podrijetla. Također je pjevala šansone, na hrvatskom, makedonskom, francuskom, njemačkom i talijanskom jeziku.

## Filmografija

### Televizijske uloge
- "Dar mar" kao Rozalija Crnčević (2021.)
- "Na granici" kao slijepa baka (2019.)
- "Počivali u miru" kao profesorica (2013.)
- "Dva frtalja" kao voditeljica (2011. – ?)
- "Bitange i princeze" kao sutkinja Darinka Kačić-Bilopavlović (2010.)
- "Zakon!" kao Jagoda (2009.)
- "Sve će biti dobro" kao Katarina Augustinčić (2008. – 2009.)
- "Hitna 94" kao Josipova žena (2008.)
- "Dobre namjere" kao gđa. Müller (2007.)
- "Zauvijek susjedi" kao Lamija (2007.)
- "Ne daj se, Nina" kao gđa. Strilić (2007.)
- "Naša mala klinika" kao gđa. Herc (2007.)
- "Balkan Inc." kao Mira Lisjak (2006.)
- "Zabranjena ljubav" kao Sunčana Kralj (2005.)
- "Neuništivi" (1990.)
- "Dosije" (1986.)
- "Nepokoreni grad" (1982.)

### Filmske uloge
- "Duh babe Ilonke" kao Štefanija (2011.)
- "Slučajna suputnica" kao prodavačica posuđa (2004.)
- "Posebna vožnja" (1995.)
- "Zlatne godine" kao Talina majka (1993.)
- "Luka" (1992.)
- "Mlada sila" (1988.)
- "Čvor" kao Marija (1985.)
- "Usporeno kretanje" kao Vanja (1979.)
- "Tome s benzinske pumpe" (1979.)
- "Posljednji podvig diverzanta Oblaka" kao Mirjana (1978.)
- "Bravo maestro" (1978.)
- "Bombaški proces" kao Eva Koprivnjak (1978.)

### Sinkronizacija
- "Kralj lavova 2: Simbin ponos" kao Zira

## Vanjske poveznice
- Kostadinka Velkovska u internetskoj bazi filmova IMDb-u (engl.)
- Stranica na Kazalište Kerempuh.hr[neaktivna poveznica]